# East Carolina University
East Carolina University (ECU) é uma universidade pública de Greenville, Carolina do Norte, Estados Unidos. É a quarta maior universidade do estado. Fundada em 8 de março de 1907, a universidade aumentou de seus 43 acres (17 ha) para os 1 600 acres (647 ha) atuais. As instalações acadêmicas da universidade estão localizadas em seis propriedades, que disponibilizam nove facultades, pós-graduação e quatro cursos profissionais. Todos os cursos não relacionados à saúde estão localizados no campus principal. A ECU está classificada como "R2: Universidades de Doutorado – Alta atividade de pesquisa".

## História

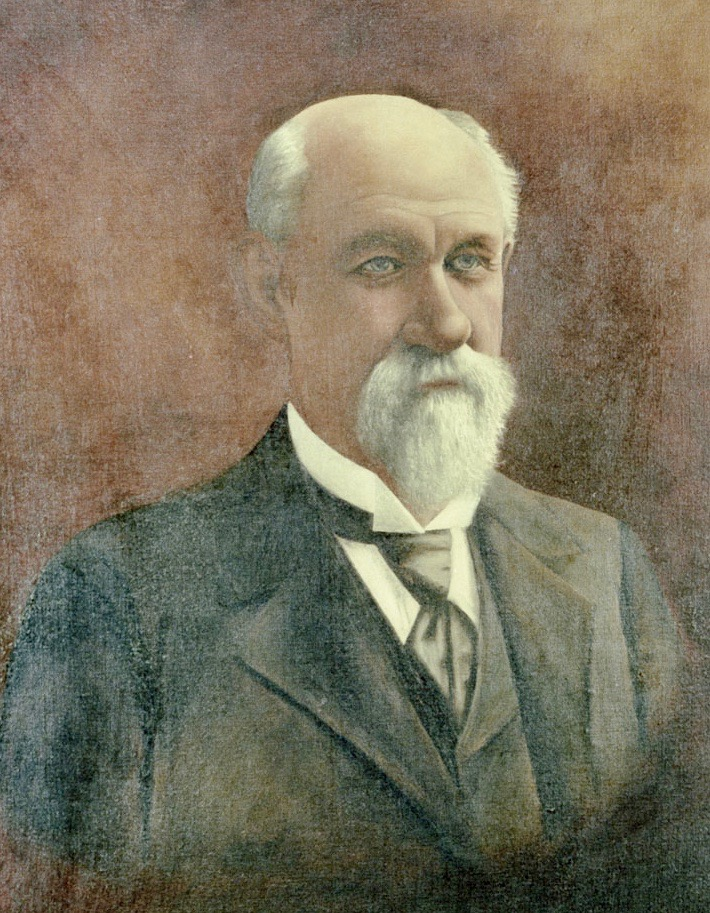
Pai da East Carolina University, Thomas Jordan Jarvis

Uma lei de 1907 instituiu a fundação da East Carolina Teachers Training School (ECTTS) em 8 de março de 1907, pela Assembleia Geral da Carolina do Norte. O presidente de seu Conselho de Curadores original, Thomas Jordan Jarvis, um ex-governador da Carolina do Norte agora conhecido como o "Pai da ECU", participou da cerimônia de inauguração dos primeiros edifícios em 2 de julho de 1908 e a universidade abriu suas portas em 5 de outubro de 1909. Embora não fosse para um público específico, não houve graduados do sexo masculino até 1932. Em 1920, ECTTS foi renomeada para East Carolina Teachers College; seus primeiros diplomas de bacharel foram concedidos no ano seguinte. Um mestrado foi autorizado em 1929; o primeiro concedido foi em 1933. O progresso em direção ao status de faculdade completa foi feito em 1948 com bacharelado em artes e bacharelado em ciências. A mudança de nome para East Carolina College ocorreu em 1951. Apesar das objeções do governador Dan K. Moore, a ECC tornou-se uma universidade independente a partir de 1 de julho de 1967 e assumiu seu nome atual, East Carolina University. No entanto, a independência durou pouco, até 1 de julho de 1972. Atualmente, a ECU é a quarta maior universidade da Carolina do Norte, com 21.589 alunos de graduação e 5.797 alunos de pós-graduação, incluindo 308 alunos de medicina e 52 alunos de odontologia.

## Campus
A universidade é separada em três campus distintos.

### Principal
O campus principal, também conhecido como campus leste, possui cerca de 530 acres (2 km²) em uma área residencial urbana no centro de Greenville. Os 158 edifícios compreendem mais de 4,6 milhões de pés quadrados (325.000 m²). Muitos dos prédios do campus principal apresentam arquitetura de estilo neocolonial hispânica; inspiração de Thomas Jarvis, enquanto embaixador no Brasil. Existem 15 residências divididas em três bairros distintos.
Os campus de atletismo estão localizados ao sul do bairro residencial. São compostos pelo Estádio Clark-LeClair, de beisebol masculino, inaugurado em 2005 e que acomoda 3 mil assentos permanentes; além do Complexo Esportivo Olímpico, que inclui estádio de futebol feminino, estádio de softball, instalações de atletismo e formação de equipes. O Complexo Esportivo Olímpico foi concluído em 2011 custando US$ 23,4 milhões. A instalação de treinamento de basquete, Smith-Williams Center, custou US$ 17 milhões e foi inaugurada em 2013. Foi planejado uma atualização no estádio de futebol que deve custar US$ 40 milhões. A mudança aumentará a capacidade de 50 mil para 60 mil pessoas.
A universidade gastou US$ 92 milhões em projetos atléticos de 1998 a 2011. Se incluido os projetos propostos, o valor aumentaria para US$ 145 milhões.

Estádio Dowdy-Ficklen

### Saúde
O campus da área da saúde prepara profissionais em uma ampla gama de profissões, incluindo enfermeiros, dentistas, fisioterapeutas, fonoaudiólogos e muitos outros. Muitos graduados em saúde permanecem no hospital privado Vidant Medical Center (VMC). Fica em 2 milhas (3,2 km) a oeste do campus principal, possui 206 acres (0,8 km²) de área com quase 1 300 000 pés quadrados (121 000 m2) construídos. Ao todo são 62 edifícios. O Centro de Medicina Familiar, com 117 000 pés quadrados (11 000 m2), foi inaugurado em outono de 2011. O Salão Ross, que abriga a Escola de Medicina Dentária, tem pouco menos de 200 mil pés quadrados.

### Pesquisa
O campus de pesquisa fica em aproximadamente 4 milhas (6,4 km) a oeste do campus da saúde e possui 600 acres (2.4 km²). É composto por quatro edifícios com 36 000
-pé-quadrado (3 300 m2), no antigo local da Voz da América. Aproximadamente 367 acres são zonas úmidas designadas para biologia, botânica e outros estudos. Possui uma instalação de demonstração de águas residuais, aberta ao público e a todos os educadores. É também a sede do Instituto de Saúde e Segurança na Agricultura, Florestas e Pescas da Carolina do Norte.

### Outros

#### Escola de Medicina Dentária
A Escola de Medicina Dentária possui 8 centros de aprendizado localizados em áreas rurais e carentes em todo o estado. Os alunos do quarto ano aprendem e cuidam da comunidade por um ano nesses locais. Todos os 8 centros comunitários estão atualmente ativos. Eles estão localizados em Ahoskie, Elizabeth City, Lillington, Spruce Pine, Bolivia, Thomasville, Lumberton e Sylva.

#### Estação de campo
A estação de campo, localizada em New Holland, serve para estudos costeiros, gestão de recursos costeiros e programas de biologia. O principal objetivo é o desenvolvimento econômico da região por meio da educação ambiental e do ecoturismo. Também serve de espaço para pequenos retiros e de base para pesquisas sobre questões costeiras.
Foi listado no Registro Nacional de Lugares Históricos em 1980. É adjacente ao Refúgio de Vida Selvagem Mattamuskeet, com 49.925 acres.

#### Complexo recreativo
O Complexo Recreativo Norte é um complexo atlético localizado em um terreno de 129 acres, ao norte do campus principal. O NRC é um dos maiores complexos recreativos do país. A primeira das três fases foi inaugurada em 2 de setembro de 2008 e inclui oito campos iluminados, um lago de 5.6 acres, trilhas para caminhada e casa de campo. A fase II foi inaugurada em 15 de setembro de 2011. Canoas, caiaques e stand-up paddle podem ser alugados na casa de barcos para uso no lago. Outras comodidades incluem quadras de vôlei de areia, churrasqueiras, equipamentos de ginástica, seis trilhas para caminhada/corrida e uma tirolesa de 300 pés.

## Faculdades

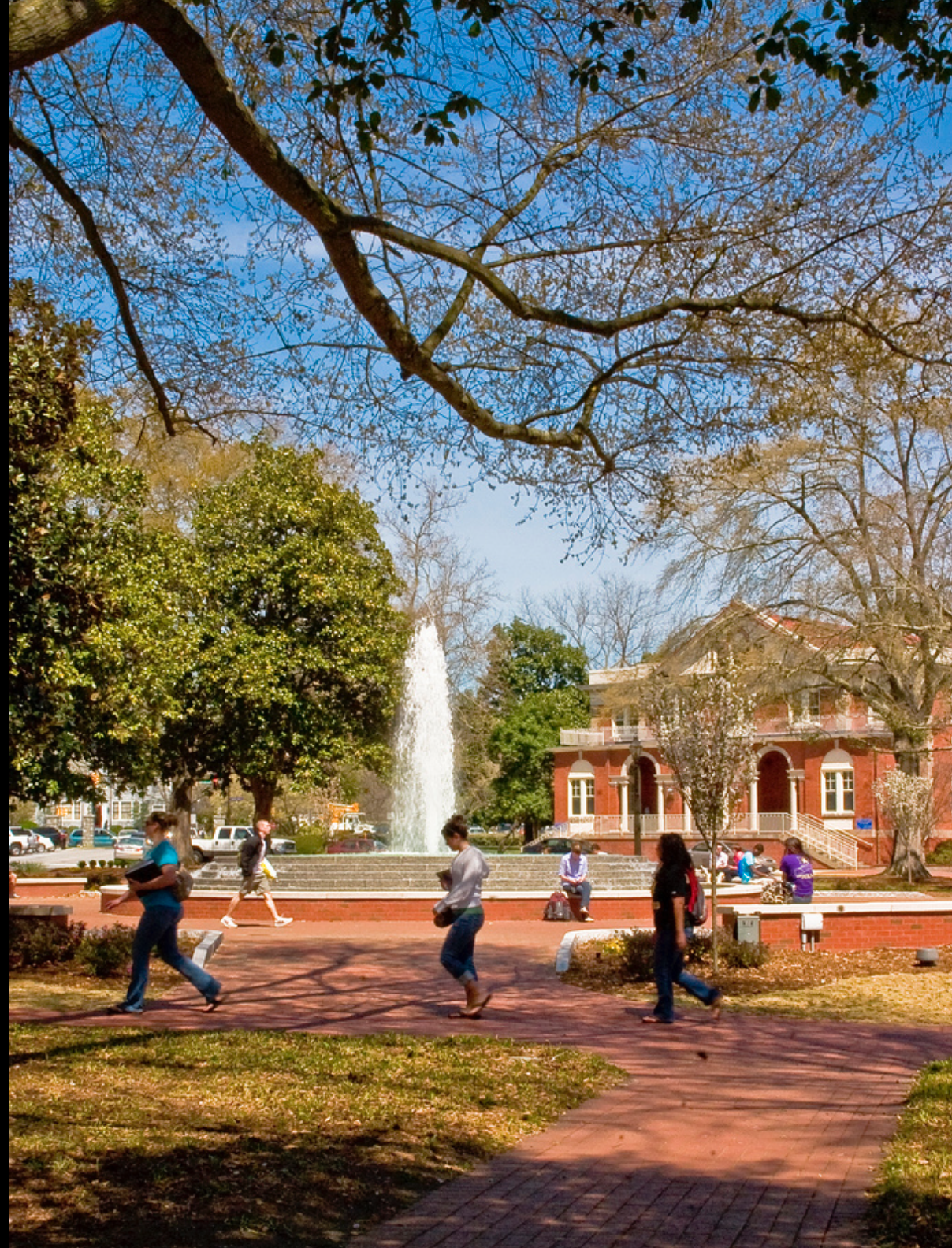
Estudantes no campus principal

A ECU abriga nove faculdades de graduação, uma escola de pós-graduação e quatro escolas profissionalizantes. A universidade oferece 16 programas de doutorado, 76 programas de mestrado e 102 programas de bacharelado. A faculdade de artes liberais é composta por 16 departamentos, tornando-se a terceira maior. Suas origens surgem desde a fundação da ECU.
A faculdade de negócios é composta por seis departamentos. O início ocorreu em 1936, quando o Departamento de Comércio foi organizado. Mais tarde, mudou para Departamento de Educação Empresarial e, em seguida, para o Departamento de Negócios. Finalmente, em 1960, foi formado os modes atuais. A graduação foi credenciada em 1967 e a pós-graduação em 1976 pela Association to Advance Collegiate Schools of Business. A faculdade administra o Small Business Institute para aconselhar proprietários de pequenas empresas sobre como ter sucesso.
A faculdade de educação é a maior e mais antiga da ECU. Abriga e administra uma revista, a Journal of Curriculum and Instruction. Existem 17 programas de graduação, 22 de pós-graduação e seis certificações avançadas. A faculdade prepara mais profissionais para as escolas da Carolina do Norte do que qualquer outra do estado. Ela obteve pontuação mais alta do que outras quando o conselho estadual avaliou todas em 2006. Além disso, o Relatório de Desempenho das Instituições de Ensino Superior mostrou que a UCE ocupava o primeiro lugar no número de estudantes que trabalhavam em escolas públicas de todo o estado. A faculdade é considerada um dos programas exemplares de preparação profissional, de acordo com o mesmo relatório.
A faculdade de belas artes e comunicação compreende quatro escolas, que variam de dança a design e jornalismo. Ela foi inaugurada oficialmente em 1 de julho de 2003, mas possui raízes desde a fundação; foram contratados profissionais de arte e música em 1907. A faculdade de saúde é composta por oito unidades acadêmicas. Ela assumiu esse nome em 2003, mas sua origem é o Departamento de Educação Física, criado em 1938. Foi a prioridade número dois do documento de planejamento de 1930.
A faculdade de engenharia e tecnologia compreende quatro departamentos. Ela oferece nove diplomas, incluindo bacharelado em engenharia, ciência da computação, gerenciamento de construção, design, distribuição e logística, tecnologia de engenharia industrial, tecnologia da informação e tecnologia industrial.
A faculdade de enfermagem foi criada em 1959 e atualmente oferece programas de bacharelado em ciências, mestrado e Ph.D. A faculdade tem mais de 100 professores. Existem três departamentos dentro desta área. Em 12 de outubro de 2007, o Conselho de Administração da Universidade da Carolina do Norte alterou de Escola de Enfermagem para o nome atual. A Liga Nacional de Enfermagem nomeou a faculdade como "centro de excelência". Ela produz mais enfermeiras do que qualquer outra na região do meio-atlântico do país.
A escola de medicina dentária gradua um grau, Doutor em Medicina Dentária. Ela também oferece um programa de especialidade em odontopediatria. Foi fundada em 24 de fevereiro de 2006.
A escola de pós-graduação coordena as ofertas de pós-graduação de todos os departamentos. A escola oferece 17 mestrados, incluido contabilidade, artes, administração de empresas,
ciência da biblioteconomia, terapia ocupacional, administração pública, saúde pública, administração escolar, serviço social e entre outros citados anteriormente. Também oferece quatro doutorados em audiologia, educação, filosofia e fisioterapia.

## Pesquisa
Randolph Chitwood, um cirurgião cardíaco da ECU, realizou o primeiro procedimento minimamente invasivo assistido por robô na válvula mitral nos Estados Unidos. Pesquisadores da universidade também desenvolveram um dispositivo eletrônico de fluência chamado SpeechEasy; o dispositivo foi projetado para melhorar a fluência de uma pessoa que gagueja alterando o som da voz do usuário em seu ouvido. Walter Pories, um membro do corpo docente, desenvolveu o procedimento padrão para cirurgia de bypass gástrico. Os pesquisadores da ECU também descobriram pela primeira vez que 80% dos pacientes obesos/diabéticos tipo 2 submetidos a esse procedimento cirúrgico tiveram uma reversão da doença.

### Bibliotecas

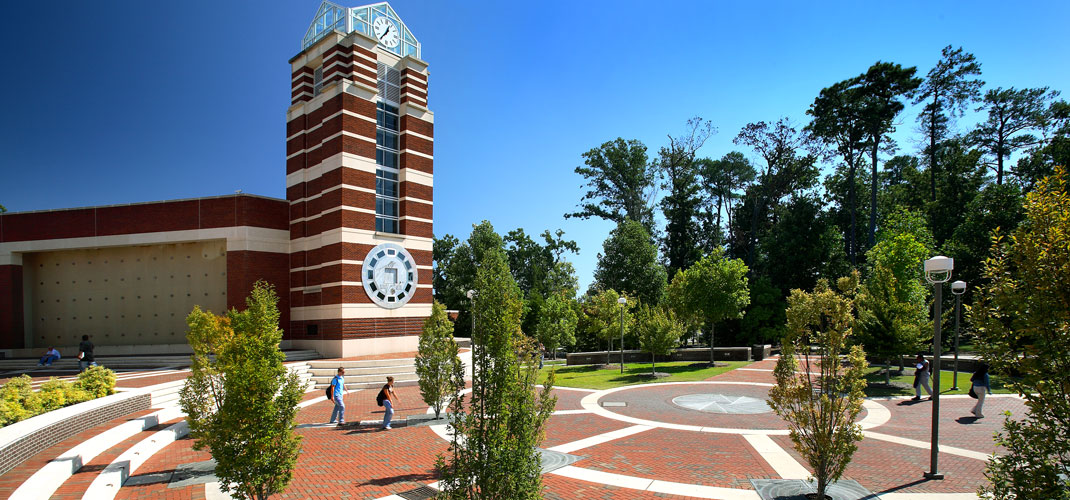
Torre do relógio da Biblioteca Joyner

A Biblioteca Joyner é a principal biblioteca localizada ao lado do shopping no campus principal. Ela contém quase 1,9 milhões de volumes encadernados, 2,1 milhões de peças de microforma, 532 mil documentos governamentais e mais de 24 mil assinaturas de revistas.
Além disso, possui uma biblioteca de música que abriga aproximadamente 93 mil itens. É a maior coleção de música a leste de Raleigh. Os principais usuários da biblioteca são professores e alunos da Escola de Música e da Escola de Teatro e Dança, mas qualquer pessoa pode usar seus recursos. Sua criação ocorreu em 1958-59 e atualmente uma equipe de cinco pessoas supervisiona as tarefas da biblioteca.
A Biblioteca William E. Laupus é a biblioteca médica e de saúde da universidade. Ela contém aproximadamente 160 mil volumes (impressos e não impressos) e 10 mil títulos atuais impressos, não impressos e de séries eletrônicas. Em 2006, mudou-se para o campus de saúde. A biblioteca tem o nome do Dr. Laupus, um ex-reitor.

## Estudantes
Existem 18 agrupamentos sociais na universidade. Grupos historicamente afro-americanas também estão presentes.
As equipes esportivas da ECU, apelidadas de Piratas, competem na NCAA. Jon Gilbert é o atual diretor. As instalações incluem o Estádio Dowdy-Ficklen de 50 mil lugares para futebol, a Arena Williams de 8 mil lugares para basquete masculino e feminino, e o Estádio Clark-LeClair com 3.000 lugares para beisebol. Atletas treinam no Murphy Center, que possui 52 475
-pé-quadrado (4 875 m2), abrigando as salas de banquetes, memorabilia esportiva e um centro de aprimoramento acadêmico. O Murphy Center foi construído por aproximadamente US$ 13 milhões e abriu suas portas para estudantes/atletas da ECU em junho de 2002.
A universidade desenvolveu um projeto para fornecer recursos e fundos para propostas de diversidade oferecidas por estudantes, organizações do campus e funcionários. Esses programas incluem o monitoramento de seminários educacionais de conscientização cultural, recrutar alunos com diversidade, pesquisas de melhoria curricular, entre outros. A ECU também abriga muitas iniciativas de diversidade, incluindo assuntos interculturais, que criam comunidades inclusivas e equitativas onde todas as pessoas se conhecem. Sob este guarda-chuva está o Centro LGBTQ Dr. Jesse R. Peel, o Centro Cultural Ledonia Wright, Escritório de Mulheres e Gênero, etc.

### Pessoas notáveis
Os graduados têm sido influentes nos negócios e nas artes: Nia Franklin, que se formou em 2015, foi coroada Miss Nova York e Miss América 2019; a atriz Emily Procter; o roteirista Kevin Williamson, criador de Scream e Dawson's Creek; a aclamada atriz de cinema Sandra Bullock deixou a universidade para seguir a carreira de atriz; MrBeast, o indivíduo com maior número de inscritos no YouTube também deixou os estudos; Marcus Crandell, ex-zagueiro e atual técnico canadense, eleito o jogador mais valioso da Grey Cup em 2001; Ron Clark, professor, autor e fundador da Ron Clark Academy em Atlanta, Geórgia;
James Maynard formou-se em psicologia e fundou a rede de restaurantes Golden Corral; Kelly King, a atual diretora executiva do BB&T, graduou-se em contabilidade e possui mestrado em administração de empresas; o ex-quarterback do Jacksonville Jaguars, David Garrard, se formou em gerenciamento de construção; Chris Johnson; presidente e CEO da WWE, Vince McMahon, e sua esposa Linda McMahon se formaram em administração de empresas.

## Administração

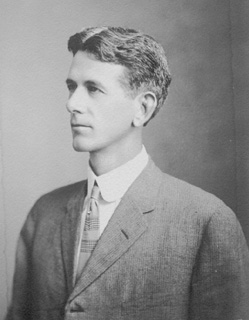
1º presidente do que é agora ECU, Robert Herring Wright

Houve seis presidentes e sete chanceleres na história da universidade. Robert Herring Wright foi empossado como o primeiro presidente da ECTTS em 13 de novembro de 1909. O nome mudou para chanceler em 1972. O chanceler é escolhido pelo Conselho da Universidade da Carolina do Norte por recomendação do seu presidente, e ele se reporta ao Conselho de Curadores de 12 membros da ECU. Quatro dos doze curadores são escolhidos pelo governador da Carolina do Norte.
Cecil Staton tornou-se chanceler em 2016, substituindo Steve Ballard. Depois que Staton renunciou em 2019, Dan Gerlach foi nomeado chanceler interino. No final de setembro de 2019, Gerlach foi afastado após o surgimento de fotos e vídeos mostrando sua interação com os alunos em um bar no centro da cidade. Posteriormente, o vice-chanceler Ronald Mitchelson tornou-se chanceler interino da universidade, até Philip Rogers ser nomeado o 12º chanceler em dezembro de 2020.

## Classificação
Em 2016, a ECU foi classificada pela U.S. News & World Report como uma universidade nacional de alto nível. Em 2010, a revista Forbes a classificou em 36º lugar na sua lista de universidades dos EUA.
Na edição de 2012 do U.S. News & World Report, a faculdade de medicina foi classificada em 10º lugar no país na preparação de médicos de cuidados primários, 13º na especialidade de medicina rural e 14º em medicina familiar. Em 2010, ficou em sétimo lugar na escala de missão social.
Em 2009, a universidade recebeu o Prêmio Patriot. O Prêmio Patriot reconhece os empregadores que vão além do que a lei exige no apoio a seus funcionários. Em 2010, a universidade recebeu o Prêmio de Apoio ao Empregador do Secretário de Defesa. É o maior reconhecimento dado pelo governo dos EUA aos empregadores por seu excelente apoio a seus funcionários.